# Francisco Ors
Francisco Ors (Casinos, 1930 - Zaragoza, 25 de julio de 2013) fue un dramaturgo y guionista de televisión español, famoso especialmente por su obra teatral Contradanza, obra pionera en la defensa de los derechos de los homosexuales en la España franquista y que (gracias al apoyo de la actriz Nuria Espert), tuvo gran repercusión internacional, con representaciones en Broadway y Japón.

## Biografía
Estudió Farmacia y regentó una farmacia en la ciudad de Valencia, aunque nunca se desvinculó de su pueblo natal, Casinos, donde estaba la casa familiar y donde pasaba largas temporadas. Su hermana Paquita Ors, también farmacéutica, fundó una empresa de productos cosméticos y residía en Zaragoza, ciudad a la que se trasladó Francisco cuando la enfermedad que le condujo a la muerte estaba muy avanzada, y donde finalmente murió.
En los tiempos en los que Adolfo Suárez dirigió RTVE escribió guiones para la televisión. De esta etapa, se recuerda especialmente la serie  Las viudas (1977), protagonizada por Lola Herrera. Posteriormente, también colaboró en la escritura de la coproducción televisiva internacional sobre el escritor Ernest Hemingway titulada Hemingway, fiesta y muerte (1988, título original: The Legendary Life of Ernest Hemingway), en la que también participaron como guionistas José Luis Castillo-Puche, Darryl Ponicsan y el propio director, José María Sánchez.
Con todo, la obra que tuvo mayor resonancia fue Contradanza, una fantasía histórica basada en la suposición de que la reina Isabel I de Inglaterra era en realidad un hombre, y en la que se presentaba con naturalidad una reivindicación de la homosexualidad. La obra se estrenó en el Teatro Lara de Madrid, con dirección de José Tamayo, música de Antón García Abril y los actores Jose Luis Pellicena, Manuel Gallardo y Gemma Cuervo en los principales papeles.
Su última obra teatral estrenada fue Vientos de Europa, que contó con las actuaciones de Encarna Paso y Carlos Estrada.
Su activismo en favor de los derechos de los homosexuales también se manifestó en sus colaboraciones de prensa. En la década de 1980 colaboró con el periódico Levante-El Mercantil Valenciano.

## Premios
En 1984 ganó el Premio Mayte de teatro por su obra El día de Gloria.